# Olivier Dassault
Olivier Dassault (n. 1 iunie 1951, Boulogne-Billancourt, Franța – d. 7 martie 2021, Touques, Normandie, Franța) a fost un politician și miliardar francez care a fost deputat în Adunarea Națională.

## Tinerețe și educație
Născut în Boulogne-Billancourt, a fost fiul omului de afaceri și politicianului Serge Dassault și al soției sale Nicole (născută Raffel). A fost nepotul industriașului Marcel Dassault. Dassault a absolvit École de l'Air ca ofițer combatant de inginerie și pilot în 1974. A fost trecut în rezervă de Forțele Aeriene Franceze.

## Carieră
În iunie 2002, a fost ales deputat al primei circumscripții din Oise, pe listele Uniunii pentru o Mișcare Populară (UMP). A fost reales în 2007. 
Un descendent al familiei fondatoare a companiei de inginerie aerospațială Dassault Group, a avut numeroase funcții în cadrul companiei. A fost președinte al Dassault Communications, președinte al consiliului de administrație al editorului francez Valmonde (o fostă proprietate a familiei), membru al consiliului de administrație al ziarului financiar francez Journal des Finances și administrator al filialei Dassault, Socpresse. 
În momentul morții sale, în martie 2021, averea sa netă era estimată la 7,3 miliarde USD.
A avut un masterat în matematică (1976), precum și un doctorat în calculul managementului afacerilor (1980). În timpul vieții sale, a fost pasionat de fotografie și a publicat mai multe cărți cu fotografiile sale. Dassault a fost, de asemenea, compozitor și muzician și a contribuit la coloana sonoră a mai multor filme de la sfârșitul anilor 1970 și începutul anilor 1980.

### Recorduri de viteză
După ce s-a calificat ca pilot IFR profesionist în 1975, a stabilit o serie de recorduri mondiale de viteză: 
1977: de la New York la Paris într-un Dassault Falcon 50
1987: de la New Orleans la Paris cu un Dassault Falcon 900 (ambele recorduri împreună cu Hervé Le Prince-Ringuet)
1996: de la Paris la Abu Dhabi cu un Falcon 900 EX
1996: de la Paris la Singapore cu un Falcon 900 EX (ambele împreună cu Guy Mitaux-Maurouard și Patrick Experton)

## Deces
Dassault a murit la 7 martie 2021, când elicopterul Eurocopter AS350 Écureuil în care se afla s-a prăbușit în Touques, în nord-vestul Franței. Avea 69 de ani. Pilotul, cealaltă persoană aflată la bord, a decedat, de asemenea.